# Mölln (Mecklenburg)
Mölln ist eine Gemeinde im Landkreis Mecklenburgische Seenplatte in Mecklenburg-Vorpommern. Sie liegt nordwestlich von Neubrandenburg und gehört dem Amt Stavenhagen an, das seinen Verwaltungssitz in der Reuterstadt Stavenhagen hat.

## Geografie und Verkehr
Mölln liegt rund 18 Kilometer südöstlich von Stavenhagen und zehn Kilometer nordwestlich von Neubrandenburg. Die Bundesstraße 104 und die Bahnstrecke Bützow–Szczecin durchqueren die Gemeinde. Das Dorf Mölln erhielt bereits 1864 eine Bahnstation mit Bahnhofsgebäude und Güterabfertigung. Das Gebäude und die Stellwerke sind unter Denkmalschutz gestellt. Die Bahnstation ist noch heute in Betrieb. Auf dem Gemeindegebiet befindet sich der Möllner See.

## Ortsteile
- Mölln
- Buchholz
- Klein Helle
- Groß Helle
- Wrodow
- Lüdershof

## Geschichte
Mölln wurde von den Slawen gegründet. Noch heute ist am nördlichen Dorfrand eine verlandete Inselburg aus dem 7. bis 13. Jahrhundert zu erkennen. Die urkundliche Ersterwähnung des Dorfes erfolgte 1316.
Das Dorf Mölln ist ein ehemaliges Gutsdorf, dessen Grundstruktur noch gegenwärtig in der Dorfanlage ablesbar ist. Dieser Grundbesitz war lange im Eigentum der briefadeligen Familie von Schuckmann. Bedeutend war hier der Oberstleutnant Hermann Heinrich von Schuckmann (1747–1804), verheiratet mit Adelheid Gräfin Schulenburg. Ihr Sohn und Gutserbe Wilhelm von Schuckmann erreichte den Dienstrang eines Generalmajors, er lebte auch zuletzt in Mölln. Das Allodialgut mit Bucholz hatte Anfang des 20. Jahrhunderts eine Größe von 814 ha, Besitzer damals Harry Köller. Im Ort bestanden zwei größere Bauernhöfe um die 29 ha der Familien A. Baars und F. Köppen. Von der Gutshofanlage ist nur noch das ehemalige Gutshaus erhalten geblieben. Das denkmalgeschützte zweigeschossige Gebäude wird nach Leerstand und Sanierung als Bürgerhaus genutzt. Das Dorf wird heute von der Altsubstanz der Katenzelle des Gutes und der Dorfkirche geprägt.
Am 1. Januar 1951 wurden die bisher eigenständige Gemeinden Groß Helle und Lüdershof eingegliedert.
Groß Helle fand 1363 erste urkundliche Erwähnung. Das Gut befand sich im Besitz der Familien von Maltzan (ab 1501), ab 1656 von Joachim Engel, ab 1751 von Gotthard Karl Friedrich von Peccatel auf Wrodow, ab 1785 wieder von Maltzan, ab 1802 Carl David Heinrich Lüders und von 1816 bis 1945 die später nobilitierte Familie (von) Flügge. 1816 leistete der Leutnant Friedrich Wilhelm Flügge den Lehnseid und bat darum, gleichzeitig seine Brüder mit als Lehnserben einzusetzen. Die Familie wurde 1886 in den Adelsstand erhoben, dank der Leistungen des Politikers, Mitglied des Deutschen Reichstags, Wilhelm von Flügge, der unter anderem auch in Pommern ein Gut besaß. 1896 umfasste das Gut Groß Helle des genannten Wilhelm Ernst Eberhard von Flügge etwa 1422 ha. Wilhelm von Flügge jun. blieb kinderlos. Sein Neffe, der Rittmeister Henning von Flügge (1891–1945), vormals Schüler am bekannten Pädagogium Putbus, übernahm den Gutsbesitz und blieb Inhaber bis zur Bodenreform, Inspektor war Herr von Hesberg. Nach 1945 fand eine Aufsiedlung statt. Das zweigeschossige Gutshaus vom Anfang des 18. Jahrhunderts wurde im 19. Jahrhundert klassizistisch umgebaut. Es war nach 1945 Kindergarten, Wohn- und Kulturhaus; es wurde bis 2013 als Wohn- und Ferienhaus saniert.
Klein Helle: Das Gut bzw. einzelne Höfe gehörten u. a. im 14. Jahrhundert den Familien Muggesfeld, im 15. Jahrhundert von Maltzan, von Voß, von Woosten und von Parsow und im 17. Jahrhundert von Voß, die dann das ganze Dorf besaßen. Es folgten die Familien von Schuckmann (ab 1759), von Zülow (ab 1789), von Ferber (1812–1871) und der Fabrikant Carl Schwanitz (ab 1898), der das Gutshaus zum Herrenhaus erweiterte und dem Ort das einheitliche Erscheinungsbild gab. Um 1928, also vor der großen Wirtschaftskrise, gehörte der Besitz mit 687 ha, davon 150 ha Waldflächen, Margarete von Linsingen, geborene Liefeldt. Sie lebte in vereinbarter Gütertrennung von ihrem Mann dem Rittmeister a. D. Kurt Wilhelm von Linsingen mit Hauptwohnsitz in Berlin. Nach 1945 war hier die Schule und später bis 2003 ein Kinderheim untergebracht. Der Landschaftspark mit einem kleinen See wurde Ende des 18. Jahrhunderts angelegt und um 1900 umgestaltet.

## Politik

### Gemeindevertretung und Bürgermeister
Der Gemeinderat besteht (inkl. Bürgermeister) aus acht Mitgliedern. Die Wahl zum Gemeinderat am 26. Mai 2019 hatte folgende Ergebnisse:
| Partei/Bewerber                      | Prozent | Sitze |
| ------------------------------------ | ------- | ----- |
| Förderverein Mölln/Mecklenburg e. V. | 44,52   | 4     |
| Einzelbewerber Möller                | 16,50   | 1     |
| Wählergemeinschaft ländlicher Raum   | 14,08   | 1     |
| Einzelbewerberin Witt                | 10,38   | 1     |
| Einzelbewerber Scharping             | 8,25    | 1     |

Bürgermeister der Gemeinde ist Johannes Krömer, er wurde mit 73,98 % der Stimmen gewählt.

### Wappen, Flagge, Dienstsiegel
Die Gemeinde verfügt über kein amtlich genehmigtes Hoheitszeichen, weder Wappen noch Flagge. Als Dienstsiegel wird das kleine Landessiegel mit dem Wappenbild des Landesteils Mecklenburg geführt. Es zeigt einen hersehenden Stierkopf mit abgerissenem Halsfell und Krone und der Umschrift „GEMEINDE MÖLLN • LANDKREIS MECKLENBURGISCHE SEENPLATTE“.

## Öffentliche Einrichtungen
- Grundschule Mölln
- Kindertagesstätte
- Freiwillige Feuerwehr Mölln

## Sehenswürdigkeiten
→ 

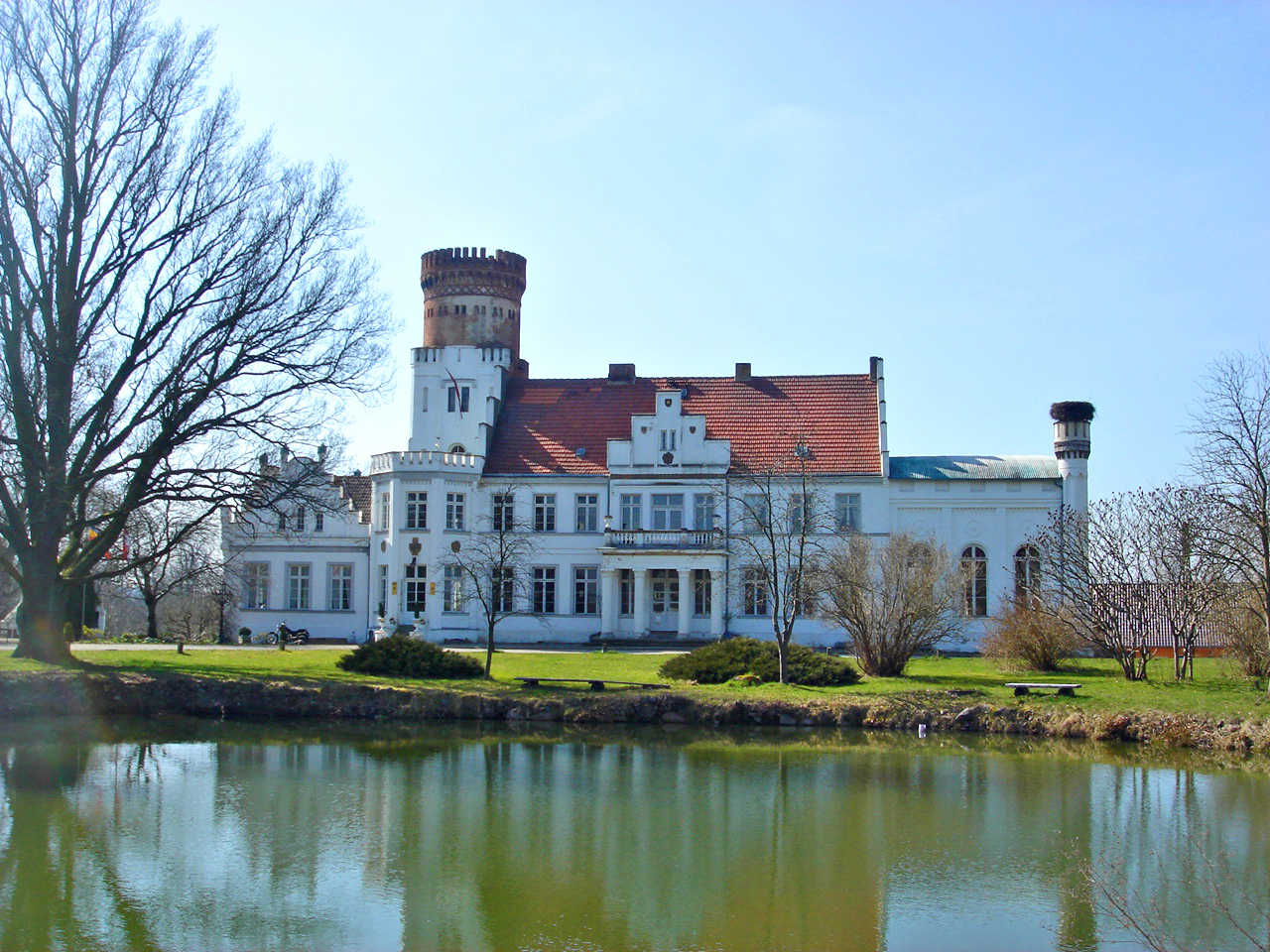
Schloss Wrodow
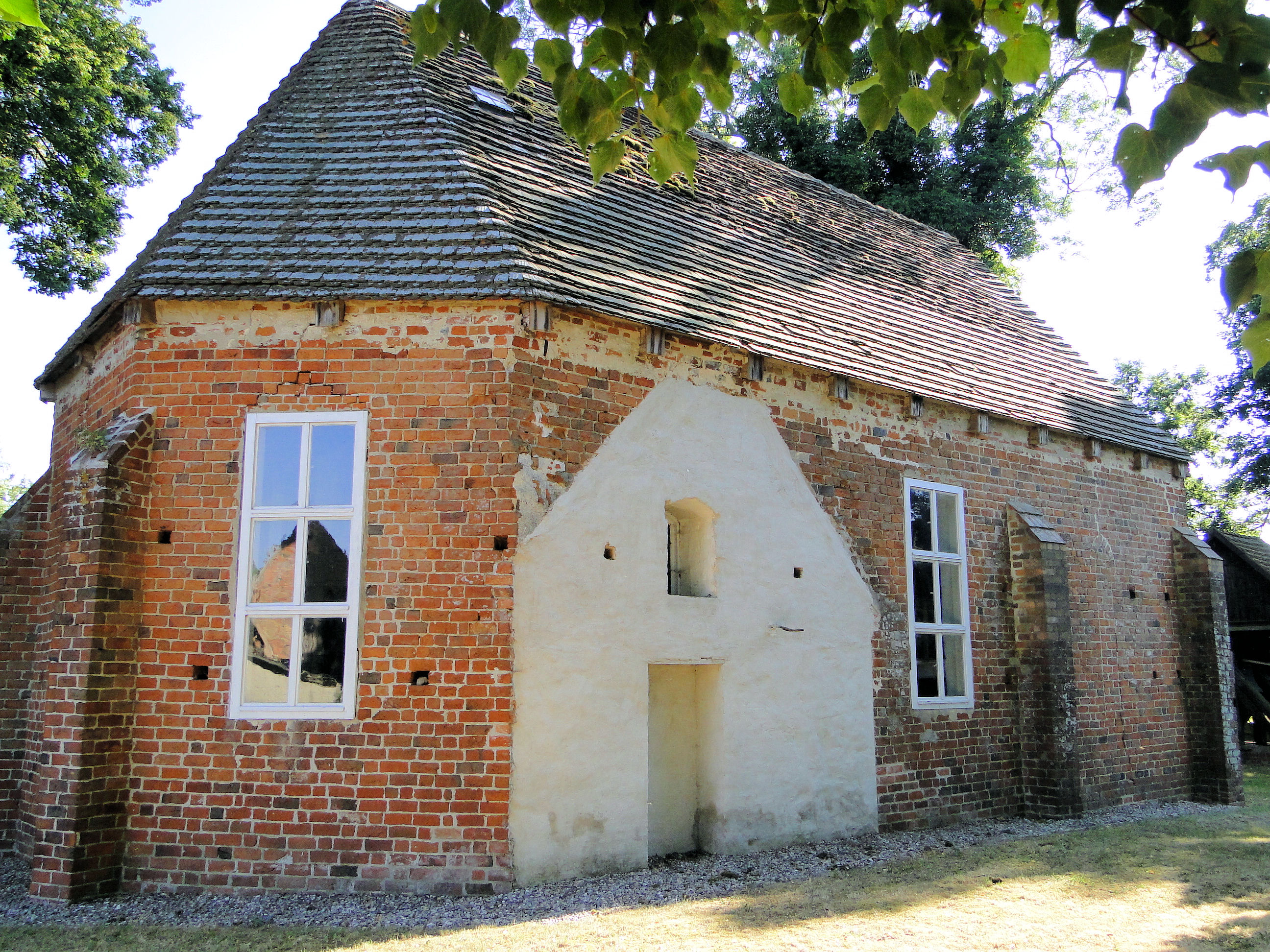
Gutshaus (Herrenhaus) Klein Helle, eine differenzierte zweigeschossige Anlage mit einem fünfgeschossigen Turm, bestand zu einem Teil seit der Mitte des 18. Jahrhunderts und wurde um 1900 erheblich an- und umgebaut.
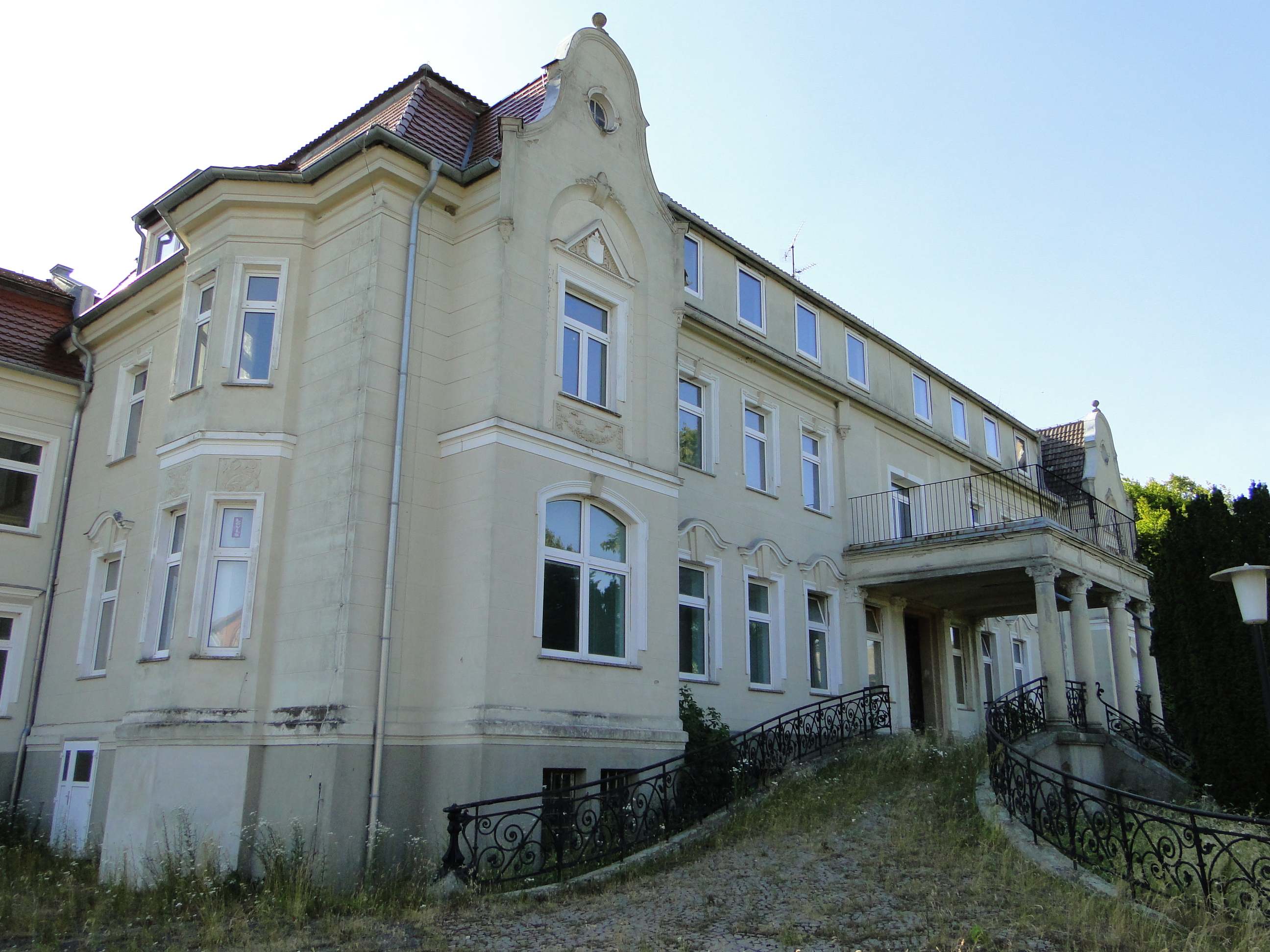
Zweigeschossiges, 15-achsiges Gutshaus (Herrenhaus) Groß Helle vom 18. und 19. Jahrhundert; seit 2013 Ferienanlage.
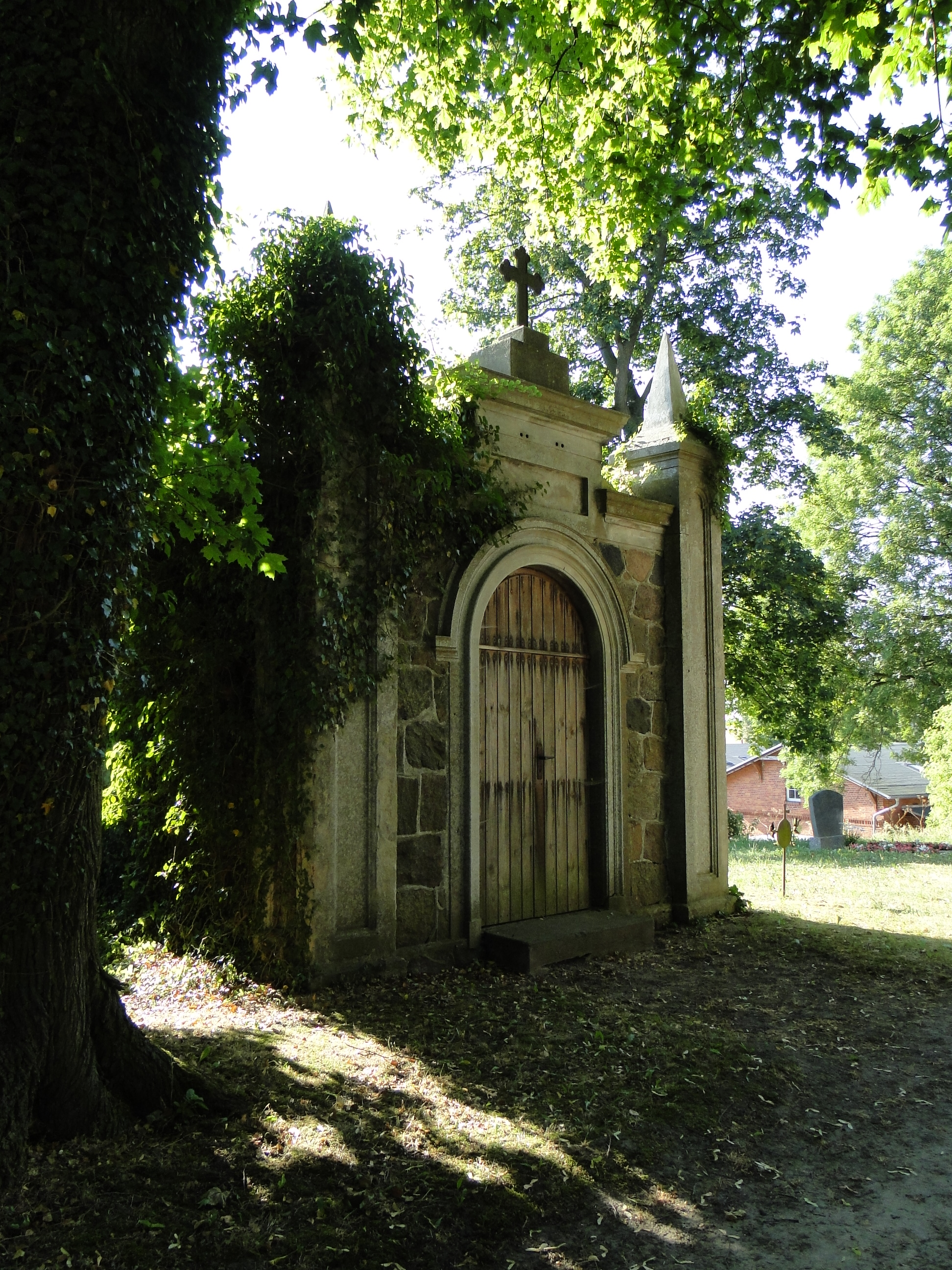
Slawische Inselburg: Die Anlage befindet sich am Ortseingang Mölln, von Klein Helle kommend auf der rechten Seite mitten im freien Feld am Möllner See liegend.

Schon von weitem kann man eine Art planiertes Burgplateau erkennen, welches noch bis zu drei Meter hoch ist. Die typischen Wallzüge dieser Slawenburg sind infolge jahrelanger Ackerbewirtschaftung nicht mehr eindeutig zu erkennen. Die Inselburg wurde im 7. Jahrhundert errichtet und existierte bis ans Ende der Slawenzeit im 13. Jahrhundert. Ausgrabungen durch den Archäologen Volker Schmidt führten zu seiner Annahme, dass diese Inselburg aus einer kleinen Vor- sowie einer großen Hauptburg bestand. Er vermutet weiter, dass hier ein Fürst des Slawenstammes der Tollenser ansässig gewesen sein könnte, begründet durch die reichlichen Funde vor Ort. Die Anlage lag in der Slawenzeit in einem flachen See, der heute sehr stark verlandet ist.
- Schloss Wrodow
- Kirche in Mölln
- Gutshaus Klein Helle
- Mausoleum Klein Helle

## Söhne und Töchter der Gemeinde
- Siegfried Cäso von Aeminga (* 3. Dezember 1710 in Mölln, † 25. Mai 1768 in Greifswald), Rechtswissenschaftler und Hochschullehrer
- Friedrich Freiherr von Schuckmann (* 25. Dezember 1755 in Mölln, † 17. September 1834 in Berlin), königlich preußischer Staatsminister (Innenminister) und Mitglied des Preußischen Staatsrates
- Wilhelm von Flügge (* 17. April 1825 in Groß Helle, † 16. Juni 1898 in Speck, Pommern), Mitglied des Reichstags von 1874 bis 1893 als Vertreter des Wahlbezirks Naugard – Negenwalde
- Heinrich Rathke (* 12. Dezember 1928 in Mölln), lutherischer Theologe und Landesbischof der Evangelisch-Lutherischen Landeskirche Mecklenburgs
- Dietrich von Amsberg (* 12. August 1937, † 16. Februar 2021 in Berlin), Kirchenmusiker